# José Vera y González
José Vera y González (Burgos, 1863-Toledo, 1936) fue un pintor, dibujante y fotógrafo español.

## Biografía
Hijo del también pintor Pablo Vera y Bañón, nació en Burgos en 1863, si bien residió en Toledo casi toda su vida. Además de la pintura cultivó la fotografía y la caricatura, esta última en las páginas de la revista toledana La Campana Gorda, al igual que había hecho su padre. Entre sus trabajos se encontró el de decorar los techos del ayuntamiento. Falleció el 26 de septiembre de 1936 en Toledo, durante la guerra civil. Su hijo Enrique Vera Sales también se dedicó al mundo del arte. Era hermano de Enrique Vera y González y de Emilio Vera y González.